# Marta Rebón
Marta-Ingrid Rebón Rodríguez (Barcelona, 8 de diciembre de 1976) es una escritora, traductora, eslavista, crítica literaria española especialmente conocida por sus traducciones de literatura rusa.

## Trayectoria
Estudió Humanidades y Filología Eslava en Barcelona, donde también realizó un posgrado en traducción literaria y un máster en humanidades y cultura contemporánea.
Ha traducido numerosas obras de autores rusos al español y al catalán, entre los que destacan Svetlana Alexiévich, Vasili Grossman, Lev Tolstói, Borís Pasternak, Nikolái Gógol, Mijaíl Bulgákov, Vasili Aksiónov o Lidia Chukóvskaia. Del inglés ha traducido novelas de Elif Batuman o Aravind Adiga. Ha desempeñado su oficio residiendo en varios países, como Italia, Ecuador, Rusia, Marruecos, Israel o Bélgica, de lo que da cuenta en su ensayo híbrido En la ciudad líquida. 
Colaboradora actualmente del diario El País, ha colaborado también en medios como Letras Libres, Revista de Libros, Mercurio, Cuadernos hispanoamericanos y Catalunya Ràdio. Trabaja en diversos proyectos artísticos junto con el fotógrafo Ferran Mateo. Miembro del jurado, junto con Elide Pittarello, Víctor Gómez Pin, Antonio Colinas y Basilio Baltasar (como presidente), que proclamó a Annie Ernaux Premio Formentor de las Letras 2019 desde el Campidoglio de Roma.

## Obras
- En la ciudad líquida, Caballo de Troya, 2017.
- La ventana de Matisse en Los conjurados de Tánger, Sures, 2019.
- El complejo de Caín, Destino, 2022.

## Ediciones, prólogos y epílogos
- Que el bien os acompañe, de Vasili Grossman (con Ferran Mateo), Galaxia Gutenberg, 2019.
- Los demonios, de Fiódor Dostoievski, Penguin Clásicos, 2019.
- La acompañante, de Nina Berbérova (con Ferran Mateo), Contraseña, 2018.
- Perder el Nobel, de Laura Esther Wolfson, colección Taller Editorial, Gris tormenta, 2018.
- Viaje a Rusia, de Josep Pla, Ediciones Destino, 2018.
- Inmersión, de Lidia Chukóvskaia (con Ferran Mateo), Errata Naturae, 2017.
- Últims testimonis, de Svetlana Aleksiévich (con Ferran Mateo), Raig Verd, 2016.
- Els nois de zinc, de Svetlana Aleksiévich (con Ferran Mateo), Raig Verd, 2016.
- La pregària de Txernòbil: Crònica del futur, de Svetlana Aleksiévich (con Ferran Mateo), Raig Verd, 2016.
- Temps de segona mà: La fi de l'home roig, de Svetlana Aleksiévich (con Ferran Mateo), Raig Verd, 2015.
- La facultad de las cosas inútiles, de Yuri Dombrovski (con Ferran Mateo), Sexto piso, 2015.
- Una saga moscovita, de Vasili Aksiónov, Navona, 2015.
- Sofia Petrovna, una ciudadana ejemplar, de Lidia Chukóvskaia (con Ferran Mateo), Errata Naturae, 2014.
- Ante el espejo, de Veniamín Kaverin (con Ferran Mateo), Automática, 2013.
- El caballo negro seguido de En la cárcel, de Borís Sávinkov (con Ferran Mateo), Impedimenta, 2012.
- La inundación ,de Yevgueni Zamiatin (con Ferran Mateo), Alfabia, 2010.
- Chéjov comentado, de Antón Chéjov, Editorial Nevsky, 2010.

## Traducciones

#### Del ruso al español
- Nosotros, de Yevgueni Zamiatin, Ediciones Salamandra, 2023.
- El brazalete de granates, Ediciones Invisibles, 2020.
- Que el bien os acompañe, de Vasili Grossman, Galaxia Gutenberg, 2019.
- El reino de las mujeres, de Antón Chéjov, Ediciones invisibles, 2019.
- Nicolás Varapalo, de Lev Tolstói, en La revolución interior, Errata Naturae, 2019.
- Veo el mundo, de Romana Romanyshyn y Ándriy Lésiv, Barbara Fiore, 2018.
- La acompañante, de Nina Berbérova, Contraseña, 2018.
- Insumisa de Yevguenia Yaroslávskaia Markón, Armaenia, 2018.
- Fuerte, suave, murmurado, de Romana Romanyshyn y Ándriy Lésiv, Barbara Fiore, 2018.
- Las almas muertas, de Nikolái Gógol, Nórdica libros, 2017.
- Escritos pedagógicos, de Lev Tolstói, Ediciones La llave, 2017.
- Inmersión, de Lidia Chukóvskaia, Errata Naturae, 2017.
- Atrapad la vida: Lecciones para escultores del tiempo, de Andréi Tarkovski, Errata Naturae, 2017.
- Cartas a Vera, de Vladímir Nabókov, RBA, 2015.
- La facultad de las cosas inútiles, de Yuri Dombrovski, Sexto piso, 2015.
- Escritos de juventud, de Andréi Tarkovski, Abada, 2015.
- La montaña festiva, de Alisa Ganíyeva, Turner, 2015.
- El maestro y Margarita, de Mijaíl Bulgákov, Editorial Nevski, 2014; nueva traducción, Navona, 2020.
- Sofia Petrovna ,de Lidia Chukóvskaia, Errata Naturae, 2014.
- El constructivismo, de Alekséi Gan, Editorial Tenov, 2014.
- Gente, años, vida. Memorias 1891-1967, de Iliá Ehrenburg, Acantilado, 2014.
- Daniel Stein, intérprete, de Liudmila Ulítskaia, Alba Editorial, 2013.
- El fiel Ruslán, de Gueorgui Vladímov, Libros del Asteroide, 2013.
- El caballo negro (seguido de En prisión), de Borís Sávinkov, Impedimenta, 2013.
- Los hermanos Karamázov (libro III), de Fiódor Dostoievski, Alba Editorial, 2013.
- Patologías, de Zajar Prilepin, Sajalín, 2012.
- Animales animados, de Aleksandr Ródchenko y Serguéi Tretiakov, Gustavo Gili, 2012.
- Salam Dalgat, de Alisa Ganíyeva en El segundo círculo, La Otra Orilla, 2011.
- El doctor Zhivago, de Borís Pasternak, Galaxia Gutenberg, 2010.
- La inundación, de Yevgueni Zamiatin, Ediciones Alfabia, 2010.
- Mentiras de mujer, de Liudmila Ulítskaia, Anagrama, 2010.
- Envidia, de Yuri Olesha, Acantilado, 2009.
- Sobre Vida y destino, VV. AA., Galaxia Gutenberg, 2009.
- Confesión, de Lev Tolstói, Acantilado, 2008; Navona, 2023.
- Todo fluye, de Vasili Grossman, Galaxia Gutenberg, 2008.
- Una saga moscovita, de Vasili Aksiónov, La Otra Orilla, 2007; Navona, 2017.
- Vida y destino, de Vasili Grossman, Galaxia Gutenberg, 2007.
- Sóniechka, de Liudmila Ulítskaia, Anagrama, 2007.
- La camisa, de Yevgueni Grishkovéts, 451 Editores, 2007.
- Crimen sin castigo. Últimos descubrimientos en los archivos literarios del KGB, de Vitali Shentalinski, Galaxia Gutenberg, 2007.
- Sinceramente suyo, Shúrik, de Liudmila Ulítskaia, Anagrama, 2006.
- Denuncia contra Sócrates, de Vitali Shentalinski, Galaxia Guntenberg, 2006.

#### Del ruso al catalán
- La pregària de Txernòbil, de Svetlana Aleksiévich, Raig Verd, 2016.
- El nois de zinc, de Svetlana Aleksiévich, Raig Verd, 2016.
- Últims testimonis, de Svetlana Aleksiévich, Raig Verd, 2016.
- Temps de segona mà: la fi de l'home roig, de Svetlana Aleksiévich, Raig Verd, 2016.
- El somni de la Nataixa y He guanyat, de Iaroslava Pulinóvitx (textos teatrales), Sala Beckett, 2012.
- Vida i destí, de Vassili Grossman, Galaxia Gutenberg-Cercle de lectors, 2008.
- Sincerament vostre, Xúrik, de Liudmila Ulítskaia, 2006.

#### Del inglés al español
- La idiota, de Elif Batuman, Literatura Random House, 2019.
- Perder el Nobel, de Laura Esther Wolfson, Gris tormenta, 2018.
- Los poseídos. Mis aventuras con libros rusos y la gente que los lee, de Elif Batuman, Seix Barral, 2010.

#### Del inglés al catalán
- Tigre blanc, de Aravind Adiga, Ámsterdam, 2008.

#### Del catalán al español
- La lujuria, de Anna Punsoda, Fragmenta, 2020.
- Viaje a Rusia, de Josep Pla, Destino, 2018.

## Premios y distinciones
- "La literatura rusa en España", (Fundación Yeltsin, 2009), primer premio por la traducción de Vida y destino de Vasili Grossman.[3]
- Mejor obra extranjera por "Vida i destí", de Vassili Grossman (2009), Premis Qwerty de BTV.
- "La literatura rusa en España", (Fundación Yeltsin, 2013) mención por la traducción de El fiel Ruslán de Gueorgui Vladímov.[4]
- Premio NOLLEGIU 2018, por "Insumisa", de Yevguenia Yaroslávskaia-Markón